# The Egg-Laying Man
The Egg-Laying Man è un cortometraggio muto del 1896 diretto da Cecil M. Hepworth, qui al suo esordio nella regia. Hepworth, dopo aver fondato due anni più tardi una propria casa di produzione, avrebbe girato, sempre con lo stesso soggetto e interpretato da lui stesso, un altro The Egg-Laying Man nel 1900.

## Trama
Un mago si esibisce in un gioco di prestigio dove le uova nascono dalla sua testa e dalle braccia.

## Produzione
Il film fu prodotto da Robert W. Paul per la sua società di produzione.

## Distribuzione
Distribuito dalla Robert W. Paul, il film uscì nelle sale cinematografiche britanniche nel giugno 1896.